# Lijst van voetbalinterlands Argentinië - Zuid-Korea (vrouwen)
Deze lijst van voetbalinterlands is een overzicht van alle officiële voetbalinterlands tussen de nationale vrouwenteams van Argentinië en de Zuid-Korea. De landen hebben tot nu toe drie keer tegen elkaar gespeeld. 

## Wedstrijden
| № | Plaats      | Datum             | Competitie          | Wedstrijd               | Uitslag |
| - | ----------- | ----------------- | ------------------- | ----------------------- | ------- |
| 1 | Los Angeles | 13 september 2003 | Vriendschappelijk   | Argentinië − Zuid-Korea | 1 − 2   |
| 2 | Suwon       | 18 juni 2008      | Vriendschappelijk   | Zuid-Korea − Argentinië | 2 − 0   |
| 3 | Sydney      | 28 februari 2019  | Cup of Nations 2019 | Argentinië − Zuid-Korea | 0 − 5   |

## Samenvatting
| Competitie        | Totaal gespeeld | Winst Argentinië | Gelijk | Winst Zuid-Korea | Doelsaldo Argentinië – Zuid-Korea |
| ----------------- | --------------- | ---------------- | ------ | ---------------- | --------------------------------- |
| Cup of Nations    | 1               | 0                | 0      | 1                | 0 − 5                             |
| Vriendschappelijk | 2               | 0                | 0      | 2                | 1 − 4                             |
| Totaal            | 3               | 0                | 0      | 3                | 1 − 9                             |